# 大砂塵
『大砂塵』（だいさじん、Johnny Guitar）は、1954年のアメリカ合衆国の西部劇映画。監督はニコラス・レイ、出演はジョーン・クロフォード、スターリング・ヘイドン、マーセデス・マッケンブリッジなど。原作はロイ・チャンスラーの小説『Johnny Guitar』、製作会社は西部劇を専門にしていたリパブリック・ピクチャーズである。
原題のジョニー・ギターとは放浪する主人公（スターリング・ヘイドン）の名前だが、彼を巡る二人の女性が実質的な主人公であり、女性同士の決闘が公開当時話題となった。また、ペギー・リーが歌った主題歌『ジョニー・ギター』も世界的なヒット曲となっている。
2008年にアメリカ国立フィルム登録簿に登録された。

## ストーリー
まだ鉄道も通っていない鉱山の町に、流れ者のギター弾きジョニー・ギターが現われ、昔の恋人だった酒場の主人ヴィエンナの元に身を寄せる。ヴィエンナはこの町に鉄道を通そうとする野心や、無法者のダンシング・キッドとの交際で、町の人々から煙たがられていた。ダンシング・キッドに恋心を寄せていた町の有力者のエマは町長たちをたきつけてヴィエンナを追放しようと画策し、一触即発の状態にあった。そんな中でエマの兄が強盗に殺され、疑いをかけられたキッドらとヴィエンナは24時間以内に出て行くように一方的に宣告される。
追い詰められたダンシング・キッドの一味は銀行強盗を働く。ヴィエンナはその場にたまたま居合わせたために仲間だと濡れ衣を着せられる。町の男たちはヴィエンナの酒場を襲い、エマは酒場を燃やす。そして男たちを煽ってヴィエンナを縛り首にしようとするが、間一髪でジョニーがヴィエンナを救って2人は逃げる。
ヴィエンナとジョニーはダンシング・キッドの隠れ家に身を寄せる。そしてダンシング・キッドはジョニーが実は名うてのガン・マンだと知る。そこへエマと町の男たちが追撃して来る。男たちは殺し合いを避けたがり、もともと女同士の争いだとしてヴィエンナとエマの決闘を黙って見守る。激しい執念でヴィエンナを殺そうとするエマは、ヴィエンナのもとへ駆けつけようとするキッドを撃ち殺すが、ヴィエンナに撃ち殺される。男たちはエマの遺体を運び出す。ヴィエンナはジョニーと2人でその場を後にする。

## キャスト
| 役名                                    | 俳優                         | 日本語吹替 | 日本語吹替 |
| 役名                                    | 俳優                         | テレビ版1  | テレビ版2  |
| --------------------------------------- | ---------------------------- | ---------- | ---------- |
| ヴィエンナ                              | ジョーン・クロフォード       | 高橋和枝   | 文野朋子   |
| ジョニー・ギター （ジョニー・ローガン） | スターリング・ヘイドン       | 家弓家正   | 近藤洋介   |
| エマ・スモール                          | マーセデス・マッケンブリッジ | 北村昌子   | 今井和子   |
| ダンシング・キッド                      | スコット・ブレイディ         | 城所英夫   | 櫻片達雄   |
| ジョン・マッキーバー                    | ワード・ボンド               | 寄山弘     |            |
| ターキー・ラルストン                    | ベン・クーパー               | 宗近晴見   |            |
| バート・ロナガン                        | アーネスト・ボーグナイン     | 雨森雅司   |            |
| オールド・トム                          | ジョン・キャラダイン         | 高城淳一   |            |
| コーリー                                | ローヤル・ダノ               |            | 市川治     |

## スタッフ
- 監督: ニコラス・レイ
- 原作: ロイ・チャンスラー（英語版）『Johnny Guitar』
- 脚本: フィリップ・ヨーダン
- 脚本（記載なし）: ニコラス・レイ、ベン・マドウ（英語版）
- 撮影: ハリー・ストラドリング
- 音楽: ヴィクター・ヤング
- 主題歌: ペギー・リー『ジョニー・ギター』

## スタッフ、キャストについて
- 監督のニコラス・レイは、この作品でプロデューサーも兼務しているが、クレジットには記載されていない。レイはこの作品の頃から、自身で会社を作り作品づくりをしたいと考えていたが、ハリウッドで信用を得ることは困難を極め、結局挫折することになった[要出典]。
- ジョーン・クロフォードは戦前のアメリカ映画を代表するスターだが、この頃は引退に近い状態だった。久々の出演作であることと、自分がもはや忘れられた存在であることに焦りを感じた彼女は、脚本の変更を要求し、クライマックスはマーセデス・マッケンブリッジとの女性同士の決闘に変えられた[要出典]。
- 脚本はフィリップ・ヨーダン名義になっているが、撮影用の脚本を書いたのは原作者のロイ・チャンスラーではないかと言われている。ヨーダンは、上記したようにクロフォードが脚本に不満を抱き撮影をボイコットしたために急遽アリゾナ州のロケ現場に呼び出されて、女性同士の決闘に脚本を書き換える役割を果たした。なお、IMDbその他にはベン・マドウの名前が脚本家として記載されているが、これは当時赤狩りのブラックリストに記載されハリウッドで職につけないシナリオライターに別の脚本家が名義を貸すという救済措置がたびたび行われ（有名なところでは『ローマの休日』におけるダルトン・トランボとイアン・マクラレン・ハンターの例がある。名義貸しをする側をフロントと呼んでいた）、ベン・マドウの場合はヨーダンが頻繁にフロントに立ったことから、『大砂塵』の場合もその一例としたものと思われるが、上島春彦の『ハリウッド・ブラックリストライター列伝』によると、ヨーダンもマドウも『大砂塵』に関する限り、こうした形での関与を否定しているという[要出典]。

## 影響
- この映画がフランスで公開された後、カイエ・デュ・シネマの同人たちがこの映画を熱狂的に支持した。彼らのうちから後に映画監督としてデビューしたエリック・ロメールやジャン＝リュック・ゴダールが映画の中でたびたび『大砂塵』のシーンを引用したり、タイトルを口にしたりしている。ゴダールは他にフリッツ・ラング監督の『無頼の谷』を50年代西部劇の代表作に挙げているが、こちらもマレーネ・ディートリヒが無法者のボスを演じる女性西部劇である[要出典]。
- ビートルズに参加する以前のリンゴ・スターがドラマーをつとめていたリヴァプールの人気バンド「ロリー・ストーム&ハリケーンズ」のボーカルは、ジョニー・ギターという芸名だった。芸名こそギターだが、DVD『ザ・ビートルズ・アンソロジー』で紹介されている同バンドの写真で、彼がギターを手にしているものは一枚もない[要出典]。
- 小林旭主演でヒットした『渡り鳥シリーズ』で、主人公のトレードマークがギターなのは『大砂塵』の影響だといわれている（キャラクターは『シェーン』の影響）[要出典]。なお、1960年に封切られシリーズ中最も西部劇のムードが濃い『大草原の渡り鳥』において、小林旭は『大砂塵』のスターリング・ヘイドンとほぼ同じデザインのフリンジ・ウェスタンジャケットを着て登場している[要出典]。
- Sunn O)))のアルバムWhite1では、"My Wall" という曲の歌詞で頻繁にジョニー ギターについて言及されている。
- この映画のショットは、ギー・ドゥボール監督・脚本の『スペクタクルの社会』 La Société du spectacle (1973年)で使用されている。
- この映画の主題歌である「ジョニー・ギター(Johnny Guitar)」は、2010年発売のコンピューターゲーム「Fallout: New Vegas」の挿入曲の一つとして使われた[要出典]。